# Adriaan J.P. Metelerkamp
Adriaan Jacob Paul Metelerkamp (Brummen, 1856 – aldaar, 21 april 1920) was kolonel in de Cavalerie en lid van de gemeenteraad van Brummen. Hij was een zoon van Adrianus Theodorus Louis Metelerkamp (Delft, 1820 - Arnhem, 1896) en Alida Florentina Paulina den Tex. Hij trouwde in Amsterdam op 6 maart 1884 met jonkvrouw Anna Mathilda den Tex (Amsterdam, 1860 - Brummen, 29 april 1944), dochter van Cornelis den Tex, burgemeester van Amsterdam en Anna Mathilde Vriese.

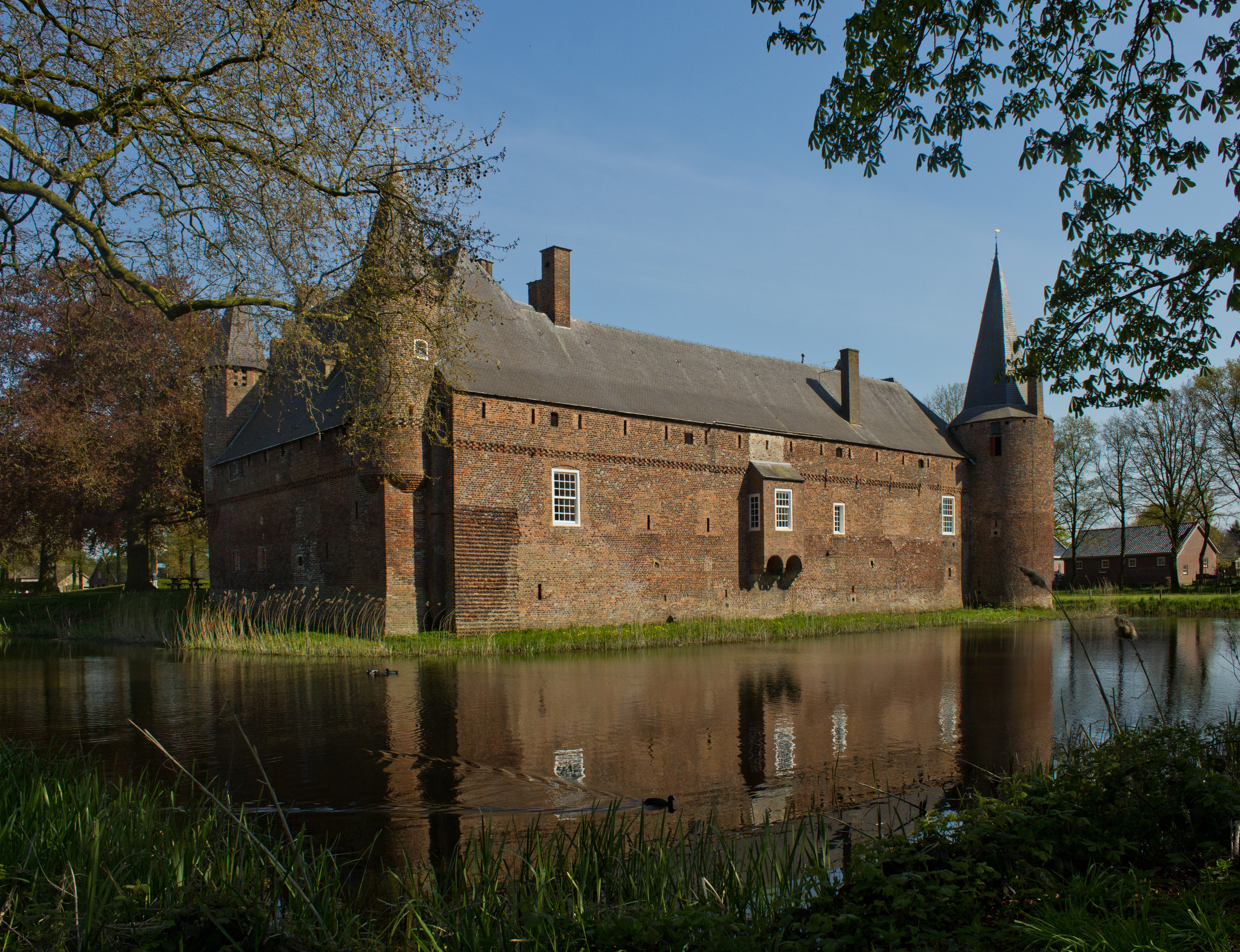
Kasteel Hernen

Door vererving beschikten de familie over het landgoed De Wildbaan, de bannerij en het Kasteel Bronkhorst en het Kasteel Hernen.
Mevrouw Anna Mathilda Metelerkamp - den Tex wilde het kasteel Hernen als monument in de toekomst behouden. Hiervoor werd de Stichting Vrienden der Geldersche Kasteelen in 1940 opgericht. Het kasteel Hernen werd hierna aan de stichting geschonken.
Metelerkamp verkreeg het landgoed De Wildbaan in Brummen, bestaande uit 70 hectare grond, inclusief het landhuis in 1906 uit de nalatenschap van Christina Helena Metelerkamp (1820-1906), weduwe van zijn oom Herman Anne Cornelis Metelerkamp. Het huis op de Wildbaan was in 1906 toe aan een grote renovatie. De muren waren echter zo zwak, dat dit niet goed mogelijk bleek. In 1910 wordt de oude Wildbaan afgebroken en vóór de fundamenten van het oude huis verrijst het nieuwe huis naar een ontwerp van de architect H.A. Ezerman. Dat is zeer waarschijnlijk de reden, dat de bijgebouwen niet vóór het huis, maar achter en naast het huis zijn gelegen.
Het echtpaar kreeg de volgende kinderen:
- Adrienne Thedore Louise Metelerkamp (Oegstgeest, 2 oktober 1885 – 17 oktober 1928). Zij trouwde te Amersfoort op 20 juni 1907 met Hector Livius Sixma van Heemstra ( Leeuwarden, 14 mei 1877- Rheden 11 oktober 1933). Hij was een broer van C.S. Sixma baron van Heemstra (Leeuwarden, 27 november 1879 – Hengelo, 7 augustus 1942 ) die werkzaam was bij de GS III en zoon van Henri Dénis François Sixma van Heemstra (1837-1900) en Anna Cornelia Wijckerheld Bisdom (1844-1910). Adrienne's echtgenoot was burgemeester van Doniawerstal van 1907 tot 1932. Zij woonden in Sint Nicolaasga.
- Anna Mathilda Metelerkamp (Oegstgeest, 23 augustus 1886 – Diepenveen, 19 mei 1917). Zij trouwde te Amersfoort op 27 september 1906 met Reinier Otto van Manen (geboren te Nijmegen op 15 mei 1874 - Baarn, 19 september 1926). Haar echtgenoot was majoor der cavalerie. Hij was een zoon van Reinier Otto van Manen en Maria Albertina Johanna van Tricht.
- Cornelie Anne Metelerkamp (Amersfoort, 11 september 1887 - Zutphen, 10 augustus 1966)
- Nelly Metelerkamp (Amersfoort, 23 oktober 1889 - Breda, 5 maart 1939). Zij trouwde te Venlo op 19 mei 1910 met Herman Cornelis Jacobus Caderius van Stockum (geboren te Den Haag op 28 augustus 1881 - Breda, 6 december 1951). Haar echtgenoot was luitenant-kolonel der cavalerie. Hij was een zoon van Cornelis Jacobus van Stockum en Catharina Johanna Margaretha Groen van Waarder. Nelly Metelerkamp was de eerste vrouw aan wie een Vierdaagsekruis uitgereikt werd na het uitlopen van de Nijmeegse Vierdaagse.[5]

In Leuvenheim, gemeente Brummen, is de Metelerkampweg naar hem genoemd.